# De Jonge Samoerai: De Weg van het Zwaard
De Weg van het Zwaard is het tweede boek in de fictiereeks De Jonge Samoerai, geschreven door de Engelse auteur Chris Bradford.
Het verhaal speelt zich af begin zeventiende eeuw in Japan en gaat over Jack Fletcher, de eerste Engelsman in Japan en de eerste die samoerai werd. Na een jaar training zit hij in de problemen.
Het boek verscheen in 2009 in Engeland en later dat jaar in het Nederlands. De eerste Nederlandstalige uitgave was in hardcover, in november 2010 verscheen het boek ook in paperback.

## Samenvatting
Jack ontwaakt nogal onrustig uit een droom. Akiko en Yamato komen langs in zijn kamertje, en Jack vertelt Yamato de waarheid over de rutter. Hoewel hij eerst boos wordt, zweert Yamato later dat hij het geheim zal houden.
Masamoto vertelt bij het diner dat ter ere van daimio Takatomi wordt gehouden over De Kring van Drie. Dat zijn drie uitdagingen van Geest, Lichaam en Ziel. Daarvoor worden vier selectieronden gehouden bij het vallen van de eerste sneeuw. Daar wordt kracht, vaardigheid, verstand en moed getoetst. De vijf beste leerlingen gaan door naar de Kring.
Degenen die de Uitdagingen voltooien zullen Masamoto’s vechttechniek, de Twee Hemelrijken, leren.
Aan het einde van het diner nodigt daimio Takatomi Jack, Yamato en Akiko uit voor een theeceremonie in zijn kasteel.

De inschrijving voor de Kring moet in kanji, maar Jack kan dat niet. Daarom vult Kiku Jacks naam in plaats van de hare, dus hij kan meedoen.

In een les taijutsu tijdens een houdgreep wordt Jack bijna gewurgd door Kazuki, die hem vertelt over daimyo Kamakura die alle buitenlanders wil verbannen. Jack begint zich zorgen te maken.
Jack maakt meteen kennis met sado – De Weg van Thee – in daimio Takatomi’s kasteel. Het kasteel is nu helemaal ninjaproof. Jack denkt dat het misschien wel een goede plek is voor de rutter. Later verstopt hij hem in het kasteel.
Met de les van een nieuwe leraar Sensei Kano gaan ze naar de ruïnes van Enryakuji. Ze moeten de rivier oversteken op een boomstam. Yamato durft niet, en krijgt als tip om zijn ogen dicht te doen, zodat hij blind voor zijn angst wordt. 
In de les leren ze met de Bo – een houten vechtstok – omgaan. Yamato blijkt al snel hier goed in te zijn.
Jack wordt steeds meer afgeleid over de nieuwtjes van daimio Kamakura’s plannen, dat invloed heeft op zijn prestaties.
Op een avond denkt hij dat hij Akiko ziet weglopen, en hij wil haar achterna. Maar hij ontdekt onderweg Kazuki met zijn vrienden, die de Schorpioenbende oprichten. Hun doel is om alle gaijin te verdrijven. Hij besluit weer terug te gaan naar zijn kamer.
Vlak daarna wordt hij geconfronteerd met hun maar zodra Sensei Yamada komt aanlopen vluchten ze weg. Sensei Yamada zegt hem niet op te geven. Jack wil slapen, maar weer ziet hij Akiko. Hij volgt haar naar de Tempel van de Vreedzame Draak, maar daar is hij haar weer kwijt. Later vertelt ze hem dat ze naar de tempel gaat om het verlies van haar broertje Kiyoshi te verwerken.
Begin winter valt de eerste sneeuw dus de proeven beginnen: voor taijutsu moeten ze met de hand drie plankjes doormidden breken, met Kyujutsu moeten ze een vlam met een pijl doven en het doel raken, met Zen moeten ze een Koan beantwoorden en met Kenjutsu moeten ze de Spitsroedenloop afleggen. 
Kazuki legt alle onderdelen goed af, en Jack geen een. Toch is Jack door (op voorwaarde dat hij extra lessen bij sensei Kano volgt), samen met Akiko, Kazuki, Tadashi en Harumi. Ook Yori, die als enige de Koan wist te beantwoorden is door, maar Yamato niet – daar is hij erg verbitterd over. Jack vraagt of hij zijn gevechtspartner wil worden bij de extra lessen van sensei Kano. En Tadashi wordt vrienden met Jack.
Na het Japans Nieuwjaar begint de Kring van Drie, bij Hakuhojo, het Kasteel van de Witte Feniks. 

Ze moeten als Uitdaging van het Lichaam een berg beklimmen en satori (verlichting) bereiken. Ze moeten bij twintig altaren bidden, en weer terug zijn zodra de monniken de Mantra van het Licht beëindigen. En rampzalig genoeg komt de regen met bakken uit de hemel. Hoewel Jack is uitgeput weet hij de Uitdaging te voltooien. Yori raakt gewond bij een aanval door een zwijn, en hij voltooit de Uitdaging niet.
Direct daarna is de Uitdaging van de Geest, waar ze een bepaalde tijd onder een waterval moeten staan. Dit lukt iedereen.
Op een avond, wanneer er een gevecht tussen Jack en Kazuki is, vallen ninja’s aan. Dokugan Ryu verlamt Jack deels en Jack vertelt de locatie van de rutter. Nadat de ninja wordt aangevallen door sensei Kano, vlucht hij weg.
Ondanks de ninja-aanval gaat de Uitdaging van de Ziel door. Daarbij moeten ze hun angsten overwinnen, maar dit lukt Tadashi niet.
Terug in Kyoto blijkt Jack ingeschreven te zijn voor een duel met Sasaki Bishamon. 
In mushin – de gemoedstoestand van geen-geest – weet Jack hem te verslaan. Hij was één geworden met zijn zwaard. Sensei Hosokawa zegt hem trots dat hij De Weg van het Zwaard beheerst.
Jack, Akiko en Yamato gaan naar daimio Takatomi’s kasteel om de rutter weg te halen. Daar worden ze aangevallen door Dokugan Ryu en de vrouwelijke ninja Sasori. Yamato en Emi raken gewond en Akiko wordt vergiftigd. Sasori wordt vermoord door Jack, maar Dokugan Ryu ontsnapt met de rutter.
Masamoto blijft beheerst wanneer hij hen vindt, maar als hij Jack spreekt barst hij uit. Jack heeft zijn vrienden opgeofferd, de daimyo in gevaar gebracht, alleen maar voor de rutter.
Later maakt Jack een wandeling met Sensei Yamada, die hem geruststelt. De leraar brengt hem naar Akiko. Akiko had in de Tempel van de Vreedzame Draak afweer opgebouwd tegen ninja-gif, dus het zal weer goed met haar komen. 
Ze zegt dat hij de rutter weer terug moet krijgen, hij moet De Weg van de Draak volgen.

## Personages
- Jack Fletcher, dé hoofdpersoon in De Jonge Samoerai-serie.
- Date Akiko - de dochter van Date Hiroko, nicht van Masamoto, en een goede vriend van Jack.
- Masamoto Takeshi - de oprichter van de Niten Ichi Ryu-school, zijn eerste zoon werd vermoord door Drakenoog. Hij adopteert Jack.
- Masamoto Yamato - de tweede zoon van Masamoto Takeshi. Hij staat in de schaduw van Tenno en kan Jack vaak moeilijk accepteren als broer.
- Drakenoog - de eenogige ninja en de gezworen vijand van Jack.
- Sensei Hosokawa – sensei van Kenjutsu (De Weg van het Zwaard).
- Sensei Kyuzo – sensei van Taijutsu. Hij haat Jack om persoonlijke redenen.
- Sensei Yamada – sensei van Zen, vroeger een sohei-monnik. Jack kan het goed met hem vinden.
- Sensei Kano - sensei van Bojutsu. Ondanks zijn blindheid gaat hem niets voorbij.
- Sensei Yosa – vrouwelijke sensei van Kyujutsu (boogschieten).
- Takatomi Hideaki – daimio van Kyoto en hij bestuurt Japan op naam van de Keizer. Staat zeer positief tegenover buitenlanders.
- Kamakura Katsuro – daimio van Edo (Tokyo) en oprichter van de Yagyu school. Hij wil alle christenen in Japan verbannen.
- Oda Kazuki – leerling op de Niten Ichi Ryu en een rivaal van Jack.
- Tadashi - jongen die wordt toegelaten tot de Kring van Drie. Wordt vrienden met Jack
- Saburo – een spraakzame vriend van Jack, die erg veel van eten houdt.
- Yori – Een stille maar wijze vriend van Jack
- Kiku – leerling op de Niten Ichi Ryu en een vriend van Akiko. Ze is de dochter van een Zen priester.
- Emi – daimyo Takatomi's dochter, leerling op de Niten Ichi Ryu.
- Nobu – vriend van Kazuki.
- Hiroto – vriend van Kazuki.
- Goro – vriend van Kazuki.
- Raiden - Kazuki's neef, zo groot als een reus. Zit op de Yagyu Ryu.
- Toru - Raidens tweelingbroer, zit ook op de Yagyu Ryu.
- Moriko - meisje op de Yagyu Ryu met zwartgelakte tanden.
- Priester bij het Kasteel van de Witte Feniks
- Yamabushi - een bergmonnik, letterlijk 'iemand die zich in de berg verschuilt'.[4]
- Sasaki Bishamon - een samoerai op zijn musha shugyo (krijger pelgrimage). Iemand schreef Jack in voor een duel tegen hem.
- Sasori - een kunoichi: vrouwelijke ninja.[4] Werkt samen met Dokugan Ryu.

Opmerking:
In Japan is het gebruikelijk om eerst de achternaam en dan de voornaam te gebruiken. In Nederland zouden wij zeggen Takeshi Masamoto, maar volgens het Japans is het dus Masamoto Takeshi.

Dit geldt ook voor Akiko, Hiroko, Kazuki en de daimyo's (hoewel in de boeken de daimio's bij hun achternaam genoemd worden).

## Bushido
Bushido, letterlijk 'De Weg van de Krijger', was de erecode van de samoerai. De bushido kent zeven deugden:
Gi - RechtschapenheidDoor Gi maakt men juiste beslissingen zonder te discrimineren.
Yu - MoedDoor Yu treedt men elke situatie dapper en met zelfvertrouwen tegemoet.
Jin - Mededogen
Jin ontmoedigt samoerai om misbruik te maken van vaardigheden uit hoogmoed of overheersingsdrang.
Rei - RespectRei is een kwestie van goed gedrag en hoffelijk tegenover iedereen. Het betekent ook: maak een buiging! Door te buigen toont men respect.
Makato - OprechtheidMet Makato gaat het om eerlijkheid tegenover iedereen en jezelf. Je moet altijd het goede doen en alles zo goed mogelijk uitvoeren.
Meiyo - EerMeiyo is te verkrijgen met een positieve houding met zeer goed gedrag. Het is een eervol doel om te streven naar succes.
Chungi - LoyaliteitChungi vormt de basis voor alle andere deugden. Zonder loyaliteit en toewijding voor elkaar en voor de taak is er niet veel hoop op een goede uitkomst.

## Andere boeken in deze serie
Eerder verschenen (in het Nederlands):
- De Weg van de Krijger (15 januari 2009)
- De Weg van de Draak (16 november 2010)
- De Ring van Aarde (26 augustus 2013)
- De Ring van Water (4 september 2014)
- De Ring van Vuur (8 mei 2015)
- De Ring van Wind (15 juli 2015)
- De Ring van de Hemel (20 november 2015)